# Bärbel Schulz
Bärbel Schulz (* 13. Mai 1940 in Jena; † 2016 in Dresden) war eine deutsche Keramikerin.

## Leben und Werk
Bärbel Schulz absolvierte 1959/1960 ein praktisches Jahr als Schärerin im VEB Tüllgardinen- und Spitzenwerke in Dresden und studierte dann bis 1965 anfangs in der Fachrichtung Textilgestaltung und ab dem zweiten Jahr in der Fachrichtung Keramik an der Hochschule für industrielle Formgestaltung Halle – Burg Giebichenstein.
Nach dem Diplom als Formgestalterin arbeitete sie als Gestalterin im VEB Steingutwerke Sörnewitz. Von 1969 bis 1985 war sie Mitglied der Dresdner Produktionsgenossenschaft Bildender Künstler „Kunst am Bau“.
Bärbel Schulz war von 1968 bis 1990 Mitglied des Verbandes Bildender Künstler der DDR.
Keramische Arbeiten von Bärbel Schulz befinden sich u. a. im Kunstgewerbemuseum Dresden.

## Teilnahme an zentralen und wichtigen regionalen Ausstellungen in der DDR
- 1979: Dresden, Bezirkskunstausstellung
- 1967/1968 und 1987/1988: Dresden, VI. Deutsche Kunstausstellung und X. Kunstausstellung der DDR